# Risque sismique dans l'Indre
Le risque sismique dans l'Indre est un des risques majeurs susceptibles d'affecter le département de l'Indre (région Centre-Val de Loire, France). Il se caractérise par la possibilité qu'un aléa de type séisme se produise et occasionne des dommages plus ou moins importants aux enjeux humains, économiques ou environnementaux situés sur le territoire départemental.
La totalité des 247 communes du département sont classées en zone de sismicité « faible ». Certains bâtiments doivent respecter la réglementation parasismique les concernant.

## Histoire

### Principaux événements historiques
Au cours des 500 dernières années, la base de données SisFrance des séismes historiques en France, gérée par le Bureau de recherches géologiques et minières (BRGM), recense 73 événements ressentis dans au moins une commune du département. Ces séismes historiques n’ont jamais entraîné de dommages matériels importants. Les 25 les plus récents sont les suivants :
| Date              | Heure            | Localisation épicentrale                 | Région ou pays de l'épicentre | Intensité épicentrale |
| ----------------- | ---------------- | ---------------------------------------- | ----------------------------- | --------------------- |
| 3 octobre 1999    | 20 h 3 min 34 s  | Pays Lochois                             | Touraine                      | 4                     |
| 9 juin 1991       | 0 h 43 min 23 s  | Haute-Marche (Mortroux)                  | Limousin                      |                       |
| 9 juin 1991       | 0 h 34 min 3 s   | Haute-Marche (Mortroux)                  | Limousin                      | 4                     |
| 22 mai 1991       | 13 h 41 min 12 s | Haute-Marche (Mortroux)                  | Limousin                      | 4                     |
| 2 juin 1990       | 14 h 33 min 12 s | Marche-Boischaut (Argenton-Sur-Creuse)   | Berry                         | 5                     |
| 1 octobre 1988    | 0 h 27 min 42 s  | Haute-Marche (Azerables)                 | Limousin                      |                       |
| 19 février 1986   | 13 h 27 min 1 s  | Haute-Marche (Azerables)                 | Limousin                      | 4                     |
| 30 septembre 1985 | 11 h 16 min 28 s | Gatine Tourangelle (Neuille-Pont-Pierre) | Touraine                      | 5                     |
| 17 mai 1977       | 2 h 49 min 47 s  | Marche-Boischaut (Eguzon)                | Berry                         | 5                     |
| 26 avril 1977     | 11 h 39 min 39 s | Marche-Boischaut (Eguzon)                | Berry                         |                       |
| 16 avril 1977     | 0 h 10 min 9 s   | Marche-Boischaut (Eguzon)                | Berry                         |                       |
| 6 avril 1977      | 11 h 9 min 33 s  | Marche-Boischaut (Eguzon)                | Berry                         | 5                     |
| 23 décembre 1976  |                  | Marche-Boischaut (Eguzon)                | Berry                         |                       |
| 5 juin 1975       | 23 h 24 min 6 s  | Champagne Berrichonne (Neuvy-Pailloux ?) | Berry                         |                       |
| 13 avril 1975     | 4 h 56 min 29 s  | Haute-Marche (Dun-Le-Palestel)           | Limousin                      | 5,5                   |
| 7 septembre 1972  | 22 h 26 min 54 s | Ile D'Oleron                             | Charentes                     | 7                     |
| 7 avril 1968      | 19 h 18 min 55 s | Basse-Marche (Chateauponsac)             | Limousin                      |                       |
| 7 avril 1968      | 19 h 13 min 24 s | Basse-Marche (Chateauponsac)             | Limousin                      | 4,5                   |
| 4 mars 1965       | 0 h 47 min 13 s  | Craonnais Et Segreen (Le Lion-D'Angers)  | Anjou                         | 5,5                   |
| 14 décembre 1959  | 4 h 48 min 14 s  | Haute-Marche (Azerables)                 | Limousin                      |                       |
| 12 septembre 1955 | 20 h 32 min 55 s | Haute-Marche (St-Sulpice-Les-Feuilles)   | Limousin                      | 5                     |
| 2 novembre 1954   | 20 h 58 min      | Haute-Marche (St-Etienne-De-Fursac)      | Limousin                      | 5                     |
| 6 mars 1949       | 2 h 17 min       | Plateau De Sainte-Maure (S-W. Ligueil)   | Touraine                      | 5                     |
| 31 janvier 1949   | 20 h 43 min      | Marche-Boischaut (Eguzon)                | Berry                         | 4                     |
| 23 décembre 1948  | 17 h 33 min 28 s | Haute-Marche (Azerables)                 | Limousin                      | 4                     |

### Événements récents
De nombreux séismes de faible ampleur sont enregistrés périodiquement.  Le Bureau sismologique français, basé à Strasbourg, en a recensé dix dont l'épicentre est située dans le département entre 1980 et 2000.  Le plus fort d'entre eux a été enregistré le 3 octobre 1999. L'épicentre était alors situé à Châtillon-sur-Indre et sa magnitude était de 3,7 sur l'échelle de Richter. Un autre, d'une magnitude de 3,4, a été enregistré le 25 décembre 2012 avec l'épicentre sur la commune de Vineuil,.

## Zonage sismique
Pour chaque commune du territoire national, un aléa sismique, c'est-à-dire l’ampleur des mouvements sismiques attendus sur une période de temps donnée, a pu être défini à partir de l'analyse des données de la sismicité historique (données issues de témoignages et de documents bibliographiques recensés depuis environ 1 000 ans), des données instrumentales (mesurées par des appareils depuis une cinquantaine d’années) et par l'identification des failles actives. Le précédent zonage sismique de 1991, en vigueur jusqu’à fin avril 2011, se fondait sur des données sismologiques antérieures à 1984. Le nouveau zonage a bénéficié de l’amélioration de la connaissance de la sismicité historique et des nouvelles données de sismicité instrumentale et historique depuis 1984. À l’issue de cette étude probabiliste, une nouvelle carte nationale de l’aléa sismique a été publiée par le ministère chargé de l’écologie le 21 novembre 2005 et a abouti à un découpage de la France en cinq zones de sismicité défini par décret du 22 octobre 2010 (article D563-8-1 du code de l'environnement), allant de la zone 1, de sismicité très faible, à la zone 5, de sismicité forte.
L’Indre, antérieurement en zone de "sismicité négligeable mais non nulle" a été requalifiée au 1er mai 2011 en « zone de sismicité 2 faible », pour l'ensemble de ses 247 communes.

## Prévention du risque sismique

### Travaux de réduction de la vulnérabilité
Les travaux de réduction de la vulnérabilité (mitigation) des enjeux bâtis passe par une vérification de la conformité des structures aux règles parasismiques en vigueur.

#### Réglementation parasismique
L’objectif de la réglementation parasismique est la sauvegarde des vies humaines pour une secousse dont le niveau d’agression est fixé pour chaque zone de sismicité, dans des limites économiques supportables pour la société. Les articles R563-1 à R563-8 du Code de l’environnement distinguent deux types d’ouvrages :
- les ouvrages « à risque normal » comprenant les bâtiments, équipements et installations pour lesquels les conséquences d’un séisme demeurent circonscrites à leurs occupants et à leur voisinage immédiat»[9] ;
- les installations classées « à risque spécial » correspondant « aux bâtiments, équipements et installations pour lesquels les effets sur les personnes, les biens et l’environnement de dommages même mineurs résultant d’un séisme peuvent ne pas être circonscrits au voisinage immédiat desdits bâtiments, équipements et installations ». La nouvelle réglementation parasismique, définie par l'arrêté du 4 octobre 2010, s'impose à ces ouvrages, quel que soit le niveau d'aléa[10]. Dans le département de Indre, la centrale nucléaire de Saint-Laurent-des-Eaux entre dans ce cadre.

### Prise en compte du risque dans l'aménagement

#### Plan de prévention des risques
Le Programme National de Prévention du Risque Sismique, appelé Plan Séisme, établi par l’État français, qui s’est achevé à la fin de l’année 2010, a permis d'améliorer la prise en compte du risque sismique dans les constructions grâce, en partie, à l’élaboration d'un nouveau corpus réglementaire, et préalablement, la modification du zonage sismique établi à partir d'études probabilistes.

#### Document d’urbanisme
Le code de l'urbanisme impose la prise en compte des risques dans les documents d'urbanisme. Ainsi, les plans locaux d'urbanisme (PLU) permettent de refuser ou d'accepter, sous certaines conditions, un permis de construire dans des zones exposées.

#### Permis de construire
En zone de sismicité très faible (95 % des communes de Indre), aucune réglementation parasismique n'est imposée à l'exception des bâtiments à risque spécial, ayant une réglementation spécifique. En zone de sismicité faible (zone 2), Pour le Indre, la zone de sismicité faible impose pour les ouvrages à risque normal des règles de construction para-sismique pour les bâtiments neufs de catégorie III et IV et existants pour la catégorie IV en fonction du niveau de la modification apportée par les travaux : l'habitat individuel n'a aucune contrainte règlementaire à respecter en matière de norme constructive. Par ailleurs, en zone de sismicité faible, pour limiter la vulnérabilité des personnes à ce risque, l'ajout ou le remplacement des éléments non structuraux (cheminées, etc.) doit être effectué en respectant les prescriptions de l'Eurocode 8 partie 1 pour les bâtiments de catégories III et IV. La catégorisation des bâtiments est la suivante :
| Catégorie d'importance | Illustration | Description |
| ---------------------- | ------------ | --- |
| I                      |              | * Bâtiments dans lesquels il n'y a aucune activité humaine nécessitant un séjour de longue durée |
| II                     |              | * Habitations individuelles * Établissements recevant du public (ERP) de catégories 4 et 5 * Habitations collectives de hauteur inférieure à 28 m * Bureaux ou établissements commerciaux non ERP, h ≤ 28 m, max. 300 personnes * Bâtiments industriels pouvant accueillir au plus 300 personnes * Parcs de stationnement ouverts au public.                                               |
| III                    |              | * ERP de catégories 1, 2, et 3 * Habitations collectives et bureaux, h > 28 m * Bâtiments pouvant accueillir plus de 300 personnes * Établissements sanitaires et sociaux * Centres de production collective d'énergie * Établissements scolaires |
| IV                     |              | * Bâtiments indispensables à la sécurité civile, la défense nationale et le maintien de l'ordre public * Bâtiments assurant le maintien des communications, la production et le stockage d'eau potable, la distribution publique de l'énergie * Bâtiments assurant le contrôle de la sécurité aérienne * Établissements de santé nécessaires à la gestion de crise Centres météorologiques |

### Information sur le risque sismique

#### Information préventive
Le maire élabore le dossier d'information communal sur les risques majeurs (DICRIM), un document qui regroupe les données locales, départementales et nationales nécessaires à l'information des citoyens au titre du droit à l'information en ce qui concerne les risques majeurs. Le département étant classé en zone de sismicité faible, le Dossier départemental des risques majeurs ne recense pas ce risque en tant que risque majeur local

#### Information des acquéreurs ou locataires
L’information lors des transactions immobilières fait l’objet d’une double obligation à la charge des vendeurs ou bailleurs : l'établissement d’un état des risques naturels et technologiques et la déclaration d’une éventuelle indemnisation après sinistre. Concernant le risque sismique, seules les communes en zone de sismicité de 2 à 5 sont soumises à cette obligation, en application de l’arrêté du 19 mars 2013. Le 10 juillet 2014, le Ministère de l'écologie, du développement durable et de l'énergie a  publié un site Internet dénommé "Géorisques" dédié aux risques majeurs qui donne à l'ensemble des usagers les informations réglementaires sur les risques auxquels ils sont soumis en localisant leur habitat directement sur une carte ou en saisissant leur adresse. Ce site permet en particulier aux notaires et agences immobilières d'éditer l'état des risques naturels et technologiques à fournir obligatoirement aux acquéreurs ou locataires.

## Organisation des secours

### Au niveau départemental
En cas de survenue d'un séisme de grande ampleur affectant plusieurs communes du département, le plan Orsec départemental serait déclenché et mis en œuvre. Ce plan définit, en application de la loi n° 2004-811 du 13 août 2004 de modernisation de la sécurité civile, l’organisation de la direction des secours et permet la mobilisation des moyens publics et privés nécessaires à l’intervention. Au niveau départemental, le préfet est directeur des opérations de secours. Il élabore et déclenche le dispositif Orsec.

### Au niveau communal
Le maire, détenteur des pouvoirs de police, a la charge d'assurer la sécurité de la population dans les conditions fixées par le code général des collectivités territoriales. À cette fin, il élabore un plan communal de sauvegarde si la commune est comprise dans le champ d’application d’un plan particulier d'intervention.